# Amira (film)
Amira è un film del 2021 ambientato in Palestina, scritto e diretto dal regista egiziano Mohamed Diab. Il dramma, ispirato a fatti reali, affronta sotto una luce nuova il conflitto arabo-israeliano.

## Trama
Sullo sfondo di una moderna società palestinese, ferita per le violenze dell'apartheid, il film narra la storia personale di Amira, un'adolescente di diciassette anni che vive con la mamma. Il suo eroe è il papà Nawar, detenuto in una prigione israeliana fin da prima che nascesse. Il loro rapporto, sebbene sia limitato alle visite in carcere, è molto tenero. Ma quando il tentativo fallito di concepire un altro bambino porta a galla la sterilità del padre, la famiglia scopre che Amira è la figlia di un carceriere israeliano che sostituì il seme di Nawar con il suo. Il mondo di Amira viene allora stravolto e allontanandosi anche dalla sua stessa famiglia, la ragazza si mette sulle tracce del padre biologico.

## Distribuzione
Il film è stato presentato in anteprima mondiale il 4 settembre 2021 in concorso alla 78ª Mostra internazionale d'arte cinematografica di Venezia, sezione Orizzonti, dove si aggiudicò il premio Interfilm (che promuove il dialogo interreligioso) e il premio Lanterna Magica (assegnato da una giuria di giovani a un film di formazione). Al MedFilm Festival di Roma vinse il premio Amore e Psiche come miglior film e il premio Diritti Umani Amnesty International.

## Riconoscimenti
- Mostra internazionale d'arte cinematografica di Venezia
  - 2021: Premio Interfilm
  - 2021: Premio Lanterna Magica
- The Critics Awards for Arab Films
  - 2021: Migliore attore ad Ali Suliman
- MedFilm Festival
  - 2021: Miglior film
  - 2021: Premio diritti umani Amnesty International
  - Menzione speciale di giuria
- El Gouna Film Festival
  - 2021: Candidatura alla Stella D'Oro per il miglior film
- Chicago International Film Festival
  - 2021: Candidatura al Gold Hugo per il miglior film
- Giornate cinematografiche di Cartagine
  - 2021: Menzione speciale di giuria
  - 2021: Candidatura al Tanit D'Oro per il miglior dilm

## Controversie
Il film, co-prodotto da Hany Abu-Assad, è stato premiato dalla critica ma ha scatenato controversie molto accese da parte del pubblico palestinese. Il regista è stato accusato di avere raffigurato un odio radicato fra le due parti in conflitto, israeliani e palestinesi che non corrisponde alla realtà. La pagina del film sulla piattaforma online IMDb è stata bersagliata da centinaia di insulti e migliaia di voti negativi. Il regista, in una intervista a Venezia, ha affermato di essere stato ispirato direttamente dal fatti di cronaca per quanto riguarda i metodi di concepimento nelle carceri israeliane e spiega che il personaggio di Amira, nella sua complessità, si inserisce in una famiglia altrettanto complessa e affranta, dove l'orgoglio per la propria identità culturale è molto forte, proprio a causa delle ingiustizie che il popolo palestinese subisce da decenni. Nel finale, Amira diventa una martire agli occhi dei Palestinesi. Il film invita dunque alla riflessione e suggerisce che la reale causa della tragedia è in fondo l'occupazione israeliana.